# The Greatest Hits Vol. 4 - Remixed & Remastered
The Greatest Hits Vol. 4 - Remixed & Remastered è un album raccolta dei Geordie di Brian Johnson, pubblicato in CD nel 2009 dalla casa discografica A.M.I. Questa raccolta ha la caratteristica di presentare classiche canzoni dei Geordie, tutte in versione remixata.

## Tracce
1. Keep on rocking (remix) (Malcolm)
2. Strange man (remix) (Malcolm)
3. Ten feet tall (remix) (Malcolm)
4. Natural born loser (remix) (Malcolm)
5. Black cat woman (remix) (Malcolm)
6. Give you till monday (remix) (Malcolm)
7. Going down (remix) (Malcolm - Johnson)
8. Ain't it just like a woman (remix) (Malcolm)
9. Fire queen (remix) (Malcolm)
10. Hope you like it (remix) (Malcolm)
11. Can you do it (remix) (Malcolm)
12. Mercenary man (remix) (Malcolm)

## Formazione
- Brian Johnson (voce)
- Vic Malcolm (chitarra)
- Tom Hill (basso)
- Brian Gibson (batteria)

## Collaboratori
- Peter Yellowstone (remix)
- Phil Radford (remix)